# Samtgemeinde Scharnebeck
Scharnebeck er en Samtgemeinde ("fælleskommune" eller amt) i den nordlige, centrale del af Landkreis Lüneburg, beliggende ca. 10 km nordøst for byen Lüneburg, i den tyske delstat Niedersachsen.
Administrationen ligger i byen Scharnebeck.

## Kommunerne i Samtgemeinden
Samtgemeinde Scharnebeck består af kommunerne:
1. Artlenburg
2. Brietlingen
3. Echem
4. Hittbergen
5. Hohnstorf
6. Lüdersburg
7. Rullstorf
8. Scharnebeck